# 8750 Nettarufina
A 8750 Nettarufina (ideiglenes jelöléssel 2197 P-L) a Naprendszer kisbolygóövében található aszteroida. Cornelis Johannes van Houten, Ingrid van Houten-Groeneveld és Tom Gehrels fedezte fel 1960. szeptember 24-én.